# Kežmarok
Kežmarok (in ungherese Késmárk, in tedesco Kesmark o Käsmark, in polacco Kieżmark, in latino Kesmarkium o Forum Casei) è una città della Slovacchia, capoluogo del distretto omonimo, nella regione di Prešov.